# Nova Jošava
Nova Jošava falu Horvátországban Verőce-Drávamente megyében. Közigazgatásilag Raholcához tartozik.

## Fekvése
Verőcétől légvonalban 53, közúton 64 km-re délkeletre, községközpontjától légvonalban 3, közúton 5 km-re délkeletre, Szlavónia középső részén, a Krndija-hegység északi lábánál, a Drávamenti-síkság szélén, Raholca és Stara Jošava között fekszik.

## Története
Jošava település feltehetően a török uralom idején a 16. században keletkezett Boszniából érkezett katolikus vallású sokácok betelepítésével. 1698-ban „Jalsava” néven szerepel a török uralom alól felszabadított felszabadított települések között. Kezdetben kamarai birtok volt, majd 1722-ben III. Károly király a raholcai uradalommal együtt gróf Cordua d' Alagon Gáspár császári tábornoknak adományozta. 1723-ban T. Fleischmann, majd 1730-ban Pejácsevich Antal, Miklós és Márk vásárolták meg, majd 1742-ben a raholcai uradalommal együtt a Mihalovics családnak adták el. Nova Jošava előnevét onnan kapta, hogy a régi Jošavánál (a mai Stara Jošavánál) később, a 18. században keletkezett.
Az első katonai felmérés térképén „Dorf Nova Jossava” néven találjuk. Lipszky János 1808-ban Budán kiadott repertóriumában „Jossava (Nova)” néven szerepel. Nagy Lajos 1829-ben kiadott művében „Jossava (Nova)” néven 35 házzal, 213 katolikus vallású lakossal találjuk.
1857-ben 178, 1910-ben 468 lakosa volt. 1910-ben a népszámlálás adatai szerint lakosságának 72%-a horvát, 14%-a cseh, 13%-a magyar anyanyelvű volt. Verőce vármegye Nekcsei járásának része volt. Az első világháború után 1918-ban az új szerb-horvát-szlovén állam, majd később (1929-ben) Jugoszlávia része lett. 1991-ben lakosságának 90%-a horvát, 4%-a szerb nemzetiségű volt. 2011-ben 182 lakosa volt.

## Lakossága
| Lakosság változása | Lakosság változása | Lakosság változása | Lakosság változása | Lakosság változása | Lakosság változása | Lakosság változása | Lakosság változása | Lakosság változása | Lakosság változása | Lakosság változása | Lakosság változása | Lakosság változása | Lakosság változása | Lakosság változása | Lakosság változása |
| ------------------ | ------------------ | ------------------ | ------------------ | ------------------ | ------------------ | ------------------ | ------------------ | ------------------ | ------------------ | ------------------ | ------------------ | ------------------ | ------------------ | ------------------ | ------------------ |
| 1857               | 1869               | 1880               | 1890               | 1900               | 1910               | 1921               | 1931               | 1948               | 1953               | 1961               | 1971               | 1981               | 1991               | 2001               | 2011               |
| 178                | 181                | 206                | 304                | 365                | 468                | 473                | 488                | 440                | 448                | 414                | 335                | 275                | 240                | 191                | 182                |

## Nevezetességei
Ávilai Szent Teréz tiszteletére szentelt római katolikus temploma 1937-ben épült. A raholcai Szent Kereszt plébánia filiája.